# Armada Češke republike
Armada Češke republike (češko Armáda České republiky) je naziv za oborožene sile Češke republike.
Veje čeških oboroženih sil so:
- češka kopenska vojska,
- češko vojno letalstvo,
- češke specialne sile in
- češka logistična podpora.

## Vojaštvo
Vojaški rok traja 12 mesecev.